# Телсиз
„Телсиз“ (на турски: Telsiz) е квартал на Истанбул, разположен в околия Зейтинбурну. Общата му площ е 0,60 км2. Според данни на Адресната система за регистриране на населението (ABPRS) към 2023 г. населението на „Телсиз“ е 34 024 жители.